# Hydropisphaera arenula
Hydropisphaera arenula är en svampart som först beskrevs av Berk. & Broome, och fick sitt nu gällande namn av Rossman & Samuels 1999. Hydropisphaera arenula ingår i släktet Hydropisphaera och familjen Bionectriaceae.  Arten är reproducerande i Sverige. Inga underarter finns listade i Catalogue of Life.